# Seouldae-ipgu (metropolitana di Seul)
Seouldae-ipgu (서울대입구역 - 서울大入口驛, Seouldae-ipgu-yeok) è una stazione della linea 2 della metropolitana di Seul e si trova nel quartiere di Gwanak-gu, a sud del fiume Han. In inglese la stazione è chiamata Seoul National University Station, per la vicinanza all'Università Nazionale di Seul, uno degli atenei più prestigiosi della Corea del Sud.

## Linee
Seoul Metro
● Linea 2 (Codice: 228)

## Struttura
La linea passa in sotterranea e dispone di un marciapiede a isola con due binari con porte di banchina a protezione. Essendo la linea 2 una linea circolare, i binari vengono designati come "circolare interna" e "circolare esterna".
| Circ. interna | ● Linea 2 | per Daerim, Sindorim, Dangsan e Hapjeong        |
| Circ. esterna | ● Linea 2 | per Sadang, Gyodae, Gangnam, Seolleung e Jamsil |

## Stazioni adiacenti
| «           | Servizio | »         |
| Linea 2     | Linea 2  | Linea 2   |
| ----------- | -------- | --------- |
| Nakseongdae | -        | Bongcheon |